# 磨古斯
磨古斯（11世纪？—1100年），辽代北阻卜首领，据称磨古斯即后来的克烈部首领王汗的祖父名字马儿忽思的另一種翻譯。
磨古斯臣属于辽，叛服无常。辽道宗大安五年（1089年），被耶律撻不也举荐，被辽朝任命为阻卜诸部长。大安八年（1092年），随辽西北路招讨使耶律何魯掃古攻打辽国边境叛部耶睹刮，俘获甚众。后来遭辽军误击，于是杀金吾（军官）吐古斯，起兵反辽。大安九年（1093年），大败何鲁扫古及都监萧张九的追兵，攻克辽朝二室韦与六院部、特满群牧、宫分等军。后诈降，在镇州西南沙碛间诱杀新任西北路招讨使耶律挞不也，大败辽军。掠夺西路群牧，败于辽乌古敌烈军。大安十年（1094），被辽朝知北院枢密使事耶律斡特剌袭击，兵败，损丧千余人。寿昌元年（1095年），与辽军作战，又多次被斡特剌所败，阻卜诸部多降辽。寿昌六年（1100年）正月，被辽南府宰相兼西北路招讨使斡特剌俘获，二月，解送辽都，磔于市。
一说磨古斯即蒙古帝国建立前克烈部首领王汗的祖父马儿忽思，号“不亦鲁黑汗”。因信仰景教，取叙利亚语教名。据《史集》载，马儿忽思被塔塔儿部长纳兀儿·不亦鲁汗所俘，献于金朝（当为辽朝）皇帝，死于木驴之刑。